# Иссык-Кульские спортивные игры

Логотип игр

Иссык-Кульские спортивные игры — международные спортивные состязания среди любителей, ежегодно проходящие в Кыргызстане. Проводятся с 2001 года в сентябре месяце. Игры иногда именуются «киргизской олимпиадой».

## История
Постановление о проведении первых Иссык-Кульских спортивных игр в городе Чолпон-Ате было издано 28 июля 2001 года премьер-министром Курманбеком Бакиевым. Инициаторами проведения выступили президент Международной конфедерации спортивных организаций Борис Рогатин и председатель Республиканского Совета добровольного физкультурно-спортивного общества профсоюзов Кыргызстана Александр Галкин. Лозунг игр — «Азия — регион сотрудничества и мира».
Игры проводятся среди коллективов трудящихся и членов профсоюзов. Участники приезжают на соревнование за свой счёт. В основном участники Иссык-Кульских спортивных игр представляют страны бывшего СССР. На первых играх в 2001 году участвовали спортсмены из Украины, Германии, Казахстана и России, соревновавшиеся в семи видах спорта. В последующем в играх участвовали спортсмены Азербайджана, Узбекистана, Туркменистана, Молдовы, а также Китая. Общее число участников обычно составляет около 2 тысяч человек, а количество представленных видов спорта достигало 15. При этом на первых играх в 2001 году соревновались всего 200 участников.
В 2010 году спортсмены из ряда стран отказались от участия из-за революции и беспорядков на юге Кыргызстана. В 2013 году из-за вспышки бубонной чумы от поездок воздержались делегации из Китая и Монголии.
Среди организационных проблем соревнований является низкое качество инфраструктуры и спортивных объектов. В 2012 году из-за того, что бассейн не был заполнен водой к началу состязаний, спортсмены ждали весь день начала их начала. Кроме того, отмечаются случаи употребления алкогольных напитков участниками состязаний. При этом от Кыргызстана нередко выступают профессиональные спортсмены, в то время как от других стран только любители. У соревнований отсутствует веб-сайт и трансляция соревнований онлайн. Соревнования 2013 года подверглись критике газетой «Вечерний Бишкек» за плохую организацию.
В процедуре открытия игр участвовали экс-президент России Борис Ельцин, космонавты Алексей Леонов и Салижан Шарипов. При этом ради Бориса Ельцина провели второе торжественное открытие игр, поскольку его приезд пришёлся в самый разгар соревнований.

## Финансирование
Иссык-Кульские спортивные игры проводится при поддержке Межгосударственного фонда гуманитарного сотрудничества государств — участников СНГ, Международной конфедерации спортивных организаций, Федерации профсоюзов Кыргызстана. В 2009 году киргизское правительство взяло на себя право ежегодно проводить. До этого власти поддерживали оргкомитет игр лишь незадолго до начало соревнований. В 2001 году году на проведение игр 5 млн сом было выделено Госагентством физической культуры и спорта Кыргызстана, а ещё 4 млн рублей — Межгосударственным фондом гуманитарного сотрудничества государств-участников СНГ. На организацию игр в 2013 году Госагентством физкультуры и спорта было потрачено 7 млн сомов. В следующем году организация турнира в связи с проведением Всемирных игр кочевников была передана Федерации профсоюзов Кыргызстана.

## Виды спорта
На играх 2022 года были представлены следующие виды спорта и дисциплинам:
- армрестлинг
- стритбол
- волейбол
- гиревой спорт
- дартс
- лёгкая атлетика
- мини-футбол
- мас-рестлинг
- настольный теннис
- перетягивание каната
- плавание
- Бука Тартыш (перетягивание каната)
- Оордуктарды ташуу (перенос тяжести камень весом 100 кг)
- Кыргыз курош (кыргызская национальная борьба)
- пляжный футбол
- пляжный волейбол
- пляжное регби
- пляжное самбо
- пляжная борьба
- сумо
- борьба Алыш на поясах
- легкоатлетический забег среди мужчин и женщин

## Хронология

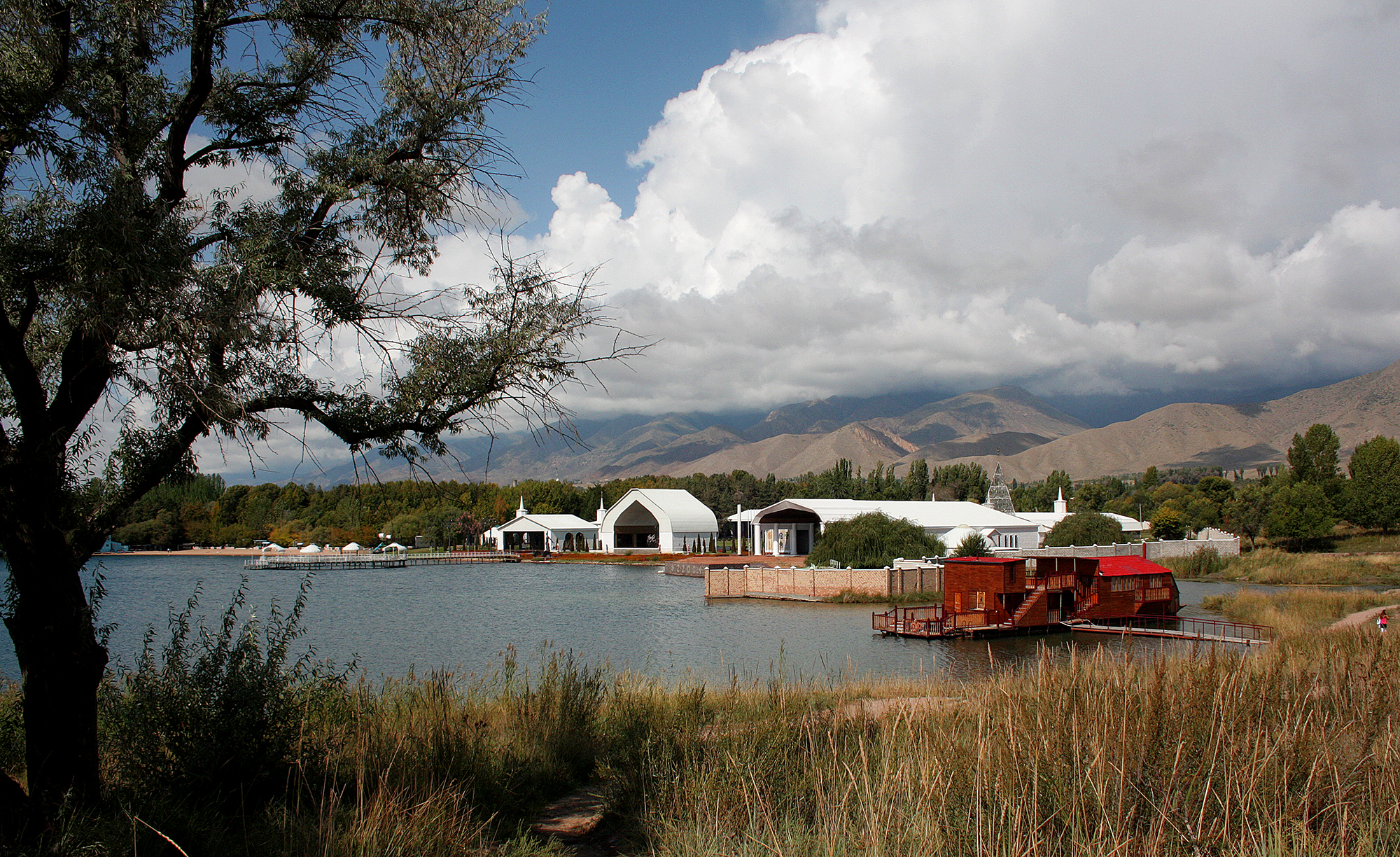
Иссык-Кульские игры неоднократно проходили в городе Чолпон-Ата

| № Игр | Год  | Количество | Количество  | Количество   |
| № Игр | Год  | стран      | спортсменов | видов спорта |
| ----- | ---- | ---------- | ----------- | ------------ |
| I     | 2001 | 4          | около 200   | 7            |
| II    | 2002 |            |             |              |
| III   | 2003 |            |             |              |
| IV    | 2004 | 6          |             |              |
| V     | 2005 | 5          | около 2000  |              |
| VI    | 2006 | 8          | 834         | 15           |
| VII   | 2007 |            | около 1500  | 18           |
| VIII  | 2008 | 8          | около 1300  | 15           |
| IX    | 2009 | 6          | около 300   | 15           |
| X     | 2010 | 4          | около 1500  | 15           |
| XI    | 2011 |            | около 2000  | 16           |
| XII   | 2012 | 4          | около 1500  |              |
| XIII  | 2013 | 3          | более 2000  | 18           |
| XIV   | 2014 |            | около 1500  | 24           |
| XV    | 2015 | 8          | около 1800  |              |
| XVI   | 2016 | 3          | более 1500  | 16           |
| XVII  | 2017 | 7          | около 1000  |              |
| XIX   | 2019 |            | более 2000  |              |
| XX    | 2021 |            | более 2000  | 23           |
| XXI   | 2022 |            |             |              |
| XXII  | 2023 | 4          | более 3500  | 22           |